# Chris Carrawell
Chris Carrawell (St. Louis, 25 novembre 1977) è un ex cestista e allenatore di pallacanestro statunitense.

## Carriera
È stato selezionato dai San Antonio Spurs al secondo giro del Draft NBA 2000 (41ª scelta assoluta).
Con gli Stati Uniti ha disputato le  Universiadi di Palma di Maiorca 1999.

## Palmarès

### Squadra
- Campione ABA 2000 (2006)
- Coppa d'Olanda: 1

Matrixx Magixx: 2007

### Individuale
- NCAA AP All-America Second Team (2000)
- ABA Player of the Year (2006)
- ABA Playoffs Most Valuable Player (2006)
- All-ABA First Team (2006)
- ABA All-Playoffs First Team (2006)